# Bryophaenocladius kalengoensis
Bryophaenocladius kalengoensis är en tvåvingeart som beskrevs av Lehmann 1979. Bryophaenocladius kalengoensis ingår i släktet Bryophaenocladius och familjen fjädermyggor.
Artens utbredningsområde är Kongo. Inga underarter finns listade i Catalogue of Life.